# Liste des longs métrages tunisiens proposés à l'Oscar du meilleur film international
Cet article présente la liste des longs métrages tunisiens proposés à l'Oscar du meilleur film international depuis 1995, lors de la 68e cérémonie des Oscars.
L'Academy of Motion Picture Arts and Sciences (AMPAS) qui remet les Oscars du cinéma invite depuis 1957 les industries cinématographiques de tous les pays du monde à proposer le meilleur film de l'année pour concourir à l'Oscar du meilleur film en langue étrangère (autre que l'anglais). Le comité du prix supervise le processus et valide les films soumis. Par la suite, un vote à bulletin secret détermine les cinq nommés dans la catégorie, avant que le film lauréat ne soit élu par l'ensemble des membres de l'AMPAS, et que l'Oscar ne soit décerné lors de la cérémonie annuelle.
L'Homme qui a vendu sa peau est le premier (et pour l'instant le seul) film tunisien à avoir été nommé.

## Films proposés
| Année de sortie des films (Cérémonie) | Titre français              | Titre original              | Réalisateur         | Résultat       |
| ------------------------------------- | --------------------------- | --------------------------- | ------------------- | -------------- |
| 1996 (68e)                            | Le Magique                  | السحر                       | Azdine Melliti      | Non nommé      |
| 2003 (75e)                            | La Boîte magique            | Sanduk ajab                 | Ridha Béhi          | Non nommé      |
| 2017 (89e)                            | À peine j'ouvre les yeux    | Ala Hallet Aini             | Leyla Bouzid        | Non nommé      |
| 2018 (90e)                            | Le Dernier d'entre nous     | Akher Wahed Fina            | Ala Eddine Slim     | Non nommé      |
| 2019 (91e)                            | La Belle et la Meute        | Aala Kaf Ifrit              | Kaouther Ben Hania  | Non nommé      |
| 2020 (92e)                            | Mon cher enfant             | Weldi                       | Mohamed Ben Attia   | Non nommé      |
| 2021 (93e)                            | L'Homme qui a vendu sa peau | Ar-rajul Allaḏī Bāa Ẓahrahu | Kaouther Ben Hania  | Nommé          |
| 2022 (94e)                            | Papillon d'or               | Fartattou el thahab         | Abdelhamid Bouchnak | Non nommé      |
| 2023 (95e)                            | Sous les figues             | Taht el Karmouss            | Erige Sehiri        | En attente     |
| 2024 (95e)                            | Les Filles d'Olfa           | بنات ألفة                   | Kaouther Ben Hania  | Préselectionné |
| 2025 (97e)                            | Take my Breath              | المباين                     | Nada Mezni Hafaiedh | En attente     |